# Wanxiu
Wanxiu (förenklad kinesiska: 万秀区; traditionell kinesiska: 萬秀區; pinyin: Wànxiù Qū) är ett stadsdistrikt och säte för stadsfullmäktige i Wuzhou i den autonoma regionen Guangxi i sydligaste Kina.